# Saint-Gal
Saint-Gal là một xã ở tỉnh Lozère trong vùng Occitanie, phía nam nước Pháp.